# 末日危城：亞蘭納傳奇
《末日危城：亞蘭納傳奇》是Gas Powered Games和Mad Doc Software合作開發的3D動作角色扮演遊戲，為第一系列《末日危城》（Dungeon Siege）的擴充附屬資料片。於2003年11月11日發售初版。
2005年8月16日，相繼發售了第三系列的資料片《末日危城II》。

## 故事概要
故事發生在失落了文明的古廢墟——亞蘭納大陸上，一群瘋狂的魔法師們欲想利用被永久監禁的遠古怪獸來征服整個世界，但是他們預想不到的是這樣做卻招致了他們的毀滅以及影像到整個世界地區的不安與混亂。可不幸的是，由於王國的毀滅，那些被監禁的妖魔也重新獲得了自由，主角的父母也曾經是旅行冒險的英雄，但他們已失去了下落。擁有強大威力的星辰之杖在守護者的運輸過程中被影魔（Shadow Jumper）所掠奪，他打算利用星辰之杖的魔力去破壞控制整個亞蘭納大陸四季氣候的大鐘。主角在冒險旅途過程中將追蹤著這位神秘的幕後黑手與途中遇到的同伴一起來到了亞蘭納大陸，與那些遠古的怪獸們作戰，最終將粉碎敵人的邪惡計劃以及揭開主角父母之謎。

## 任務章節

遊戲畫面

- 第一章：過去的陰影

任務一：第一個考驗
任務二：捕獸者
任務三：家傳的弓
任務四：星辰之杖
- 第二章：傳說之島

任務一：奪回伊利恩的護符
任務二：巫師之城
任務三：一項重大任務
任務四：塞格的學徒
任務五：雷歐克之石
任務六：暗黑寺僧
任務七：希卡崔克斯的蹂躪
任務八：限時專送
- 第三章：王冠和峽谷

任務一：神聖的守護者
任務二：恐怖的符文大師
任務三：沉陷之塔
- 第四章：贖罪之旅

任務一：贖罪
任務二：歸隊
任務三：療愈之井
任務四：水晶守護者
- 第五章：最終記時

任務一：星辰之杖

## 系列作品

### 遊戲
- 末日危城
- 末日危城：亞蘭納傳奇
- 末日危城II
- 末日危城II：破碎的世界
- 末日危城：痛苦的王座
- 末日危城II：豪華版
- 末日危城III

### 電影
- 末日危城：王者之役

## 外部連結
- （繁體中文）末日危城 （页面存档备份，存于）（台灣官方網頁）
- （英文）GPG的末日危城網頁